# Hugo Spatz
Hugo Spatz (ur. 2 września 1888 w Monachium, zm. 27 stycznia 1969 we Frankfurcie nad Menem) – niemiecki lekarz, neurolog i neuropatolog.

## Życiorys
Syn Bernharda Spatza (1856–1935) i Julie z domu Heinzelman. Jego ojciec był lekarzem, tajnym radcą, wydawcą Münchener medizinische Wochenschrift. Hugo Spatz rozpoczął studia medyczne na Uniwersytecie w Monachium, kontynuował je i ukończył na Uniwersytecie w Heidelbergu. Po ukończeniu studiów od razu trafił na front zachodni. Po wojnie podjął pracę w monachijskim Deutsche Forschungsanstalt für Psychiatrie, gdzie współpracował z Franzem Nisslem i Waltherem Spielmeyerem. W 1921 poznał Juliusa Hallervonrdena, z którym w następnym roku opisał nieznaną wcześniej chorobę neurodegeneracyjną, znaną w literaturze jako choroba Hallervordena-Spatza. W 1923 Spatz habilitował się z psychiatrii i w 1926 awansował na porucznika lekarza (Oberarzt). W 1927 został profesorem nadzwyczajnym, i dziesięć lat później w 1937 zastąpił usuniętego przez nazistów ze stanowiska dyrektora Kaiser-Wilhelm-Institut für Hirnforschung w Berlin-Buch Oskara Vogta. W tym czasie jego praca skupiała się na chorobach neurodegeneracyjnych jąder podstawy, dolnej oliwki, a także (wespół z Onarim Kimurą) na chorobie Picka. Pod koniec lat 30. czynnie zaangażował się, razem z Juliusem Hallervordenem, w nazistowski program przymusowej eutanazji nieuleczalnie chorych dzieci w Brandenburg-Görden.
Po wybuchu II wojny Spatz i jego współpracownicy: Wilhelm Tönnis oraz Richard Lindenberg zostali zmobilizowani przez Luftwaffe i wysłani na front. W 1941 z początkiem nalotów na Berlin wysłano ich z powrotem do Niemiec. W 1945 roku Spatz został aresztowany przez Amerykanów i deportowany w ośrodku w Garmisch-Partenkirchen, po czym zaproszono go do pracy w U.S. Aeromedical Center w Heidelbergu. W tym czasie napisał rozdział o urazach mózgu wśród niemieckich lotników podczas II wojny do wydanego przez amerykańskie wojsko opracowania (Washington DC, US Govt Printing Office, 2 volumes, 1950). W 1947 powrócił do żony i szóstki dzieci w Dillenburgu. Podobnie jak Hallervorden, otrzymał pracę i własne laboratorium w Instytucie w Gießen. Pracował tam do przejścia na emeryturę w 1959, zmarł w 1969 roku. Po śmierci Spatza ukazały się w prasie medycznej nekrologi i artykuły wspomnieniowe, pomijające wątpliwe moralnie wątki kariery neuropatologa.
Uczniami Spatza byli Lindenberg, Thea Lüers, Klaue, Welte, Eicke, Noetzel, Krücke, Peters Becker, Orthner, Diepen, Kahle, Stephan.
Spatz interesował się średniowieczną architekturą sakralną i rysunkiem. Był serdeczny wobec współpracowników, co roku zamykał laboratorium na jedną noc, by świętować z przyjaciółmi Oktoberfest.
Synem Hugona Spatza jest neurolog Wolfbernhard Spatz (ur. 1934).

## Wybrane prace
- Beiträge zur normalen Histologie des Rückenmarks des neugeborenen Kaninchens. Jena, 1917
- Über den Eisennachweis im Gehirn, besonders in Zentren des extrapyramidal-motorischen Systems. München, 1921
- Physiologie und Pathologie der Stammganglien. [w:] Handbuch der normalen und pathologischen Physiologie; Band 10, Berlin, 1927
- Spatz H. Die "systematischen Atrophien". Eine wohlgekennzeichnete Gruppe der Erbkrankheiten des Nervensystems. „Archiv für Psychiatrie und Nervenkrankheiten”. 108 (1-2), 1938. DOI: 10.1007/BF01825872.
- Thea Hasenjäger, Hugo Spatz. Über örtliche Veränderungen der Konfiguration des Gehirns beim Hirndruck. „Archiv für Psychiatrie und Nervenkrankheiten”. 107 (1), 1938. DOI: 10.1007/BF01968752.
- Lindenberg R, Spatz H. über die Thromboendarteriitis obliterans der Hirngefäße (Cerebrale Form der v. Winiwater-Buergerschen Krankheit). „Virchows Archiv”. 305 (2), 1939. DOI: 10.1007/BF02595305.
- Enzephalitis. W: Oswald Bumke (red.) Handbuch der Geisteskrankheiten, Band 11 (1), München, 1930
- Vergangenheit und Zukunft des Menschenhirns. Akademie der Wissenschaften. Wiesbaden, Steiner, 1964